# Renault Clio III
| Sterne im Euro-NCAP-Crashtest (2005) | 5 Sterne im Euro-NCAP-Crashtest |

Renault Clio III (Typ R) bezeichnet die dritte Generation des Kleinwagen Clio von Renault.

## Modellgeschichte
Im Mai 2005 begann die Produktion des dritten Clio (intern: Clio R). Im September 2005 wurde er eingeführt.
Wie bereits der Renault Modus im Jahr davor, konnte auch der neue Clio die Bestnote von fünf Sternen im Euro-NCAP-Crashtest erreichen.
Der Clio ist 2007 auch in einer Sonder-Edition erschienen. Zusammen mit dem Surf- und Snowboard-Ausrüster Rip Curl entstand dieses kleine „Update“. Das limitierte Sondermodell trägt neben den bekannten Farben auch die neue Lackierung Iceberg Blue sowie die Firmenlogos von Rip Curl. Motorenseitig erhält er die neuen Renault-Motoren; den 1,2-Liter-Turbomotor mit 74 kW (100 PS) und den 1,5-Liter-Turbodiesel mit 63 kW (85 PS). Ein wichtiges Merkmal dieses Sondermodells ist ein verringerter CO2-Ausstoß.
Außerdem legte Renault den Clio F1-Team R27 auf, ein Clio Sport mit dem Fahrwerk der Cup-Modelle und einer Sonderlackierung.
Im Herbst 2007 stellte Renault auf der IAA in Frankfurt am Main die Serienversion des Clio Grandtour Viertürer vor, der im Januar 2008 vorgestellt wurde.
Ebenfalls im Januar 2008 erhielten der drei- und fünftürige Clio eine dezente Modellpflege, die eine Ausstattungsstraffung und neue Motoren beinhaltet. So fielen die 1,4- und 1,6-Liter-Benziner zugunsten des 1,2 TCE aus dem Programm. Der 1,5 dCi 63 kW (86 PS) erhielt einen sechsten Gang sowie einen Rußpartikelfilter.

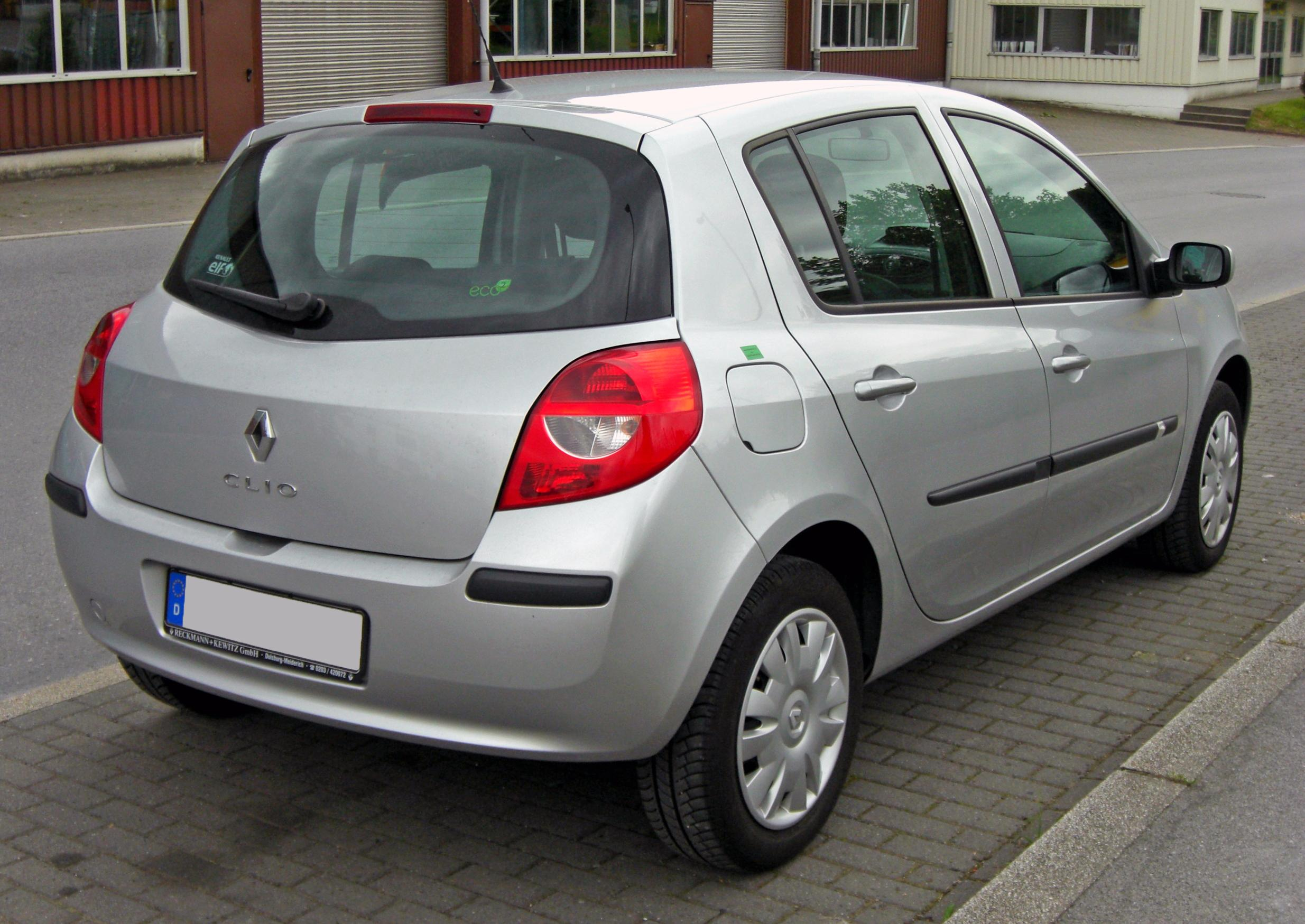
Heckansicht
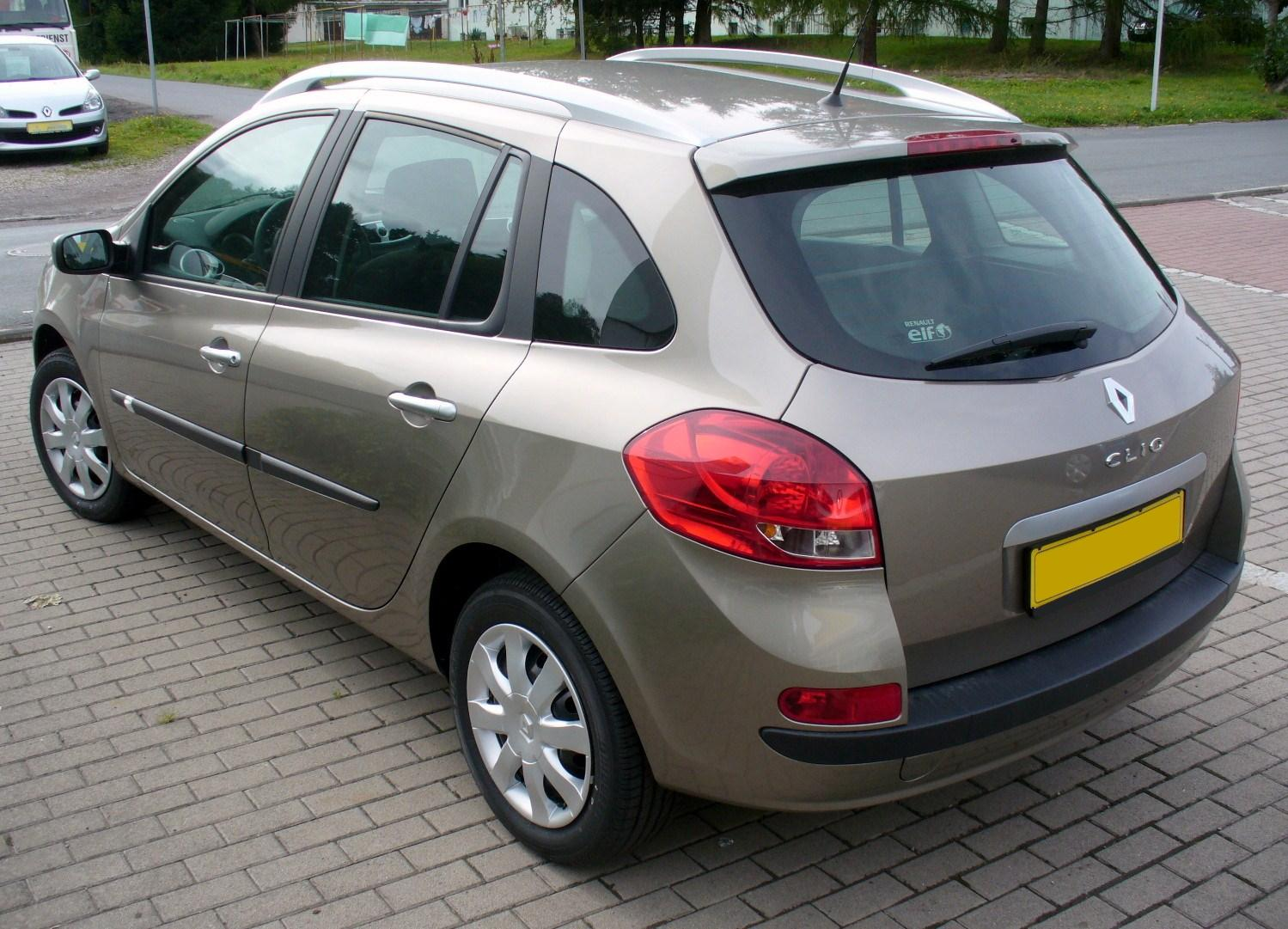
Renault Clio Grandtour (2008–2009)

### Modellpflege
Im Mai 2009 erhielt der Clio ein tiefgreifenderes Facelift, bei dem Front- und Heckbereich der aktuellen Renault-Designlinie angepasst wurden. Beim Grandtour beschränkten sich die Änderungen am Heck auf eine nun in Wagenfarbe lackierte Stoßleiste/Ladekante. Außerdem setzt man zwei neue Motoren ein: einen 1,6-l-Vierzylinder mit 94 kW (128 PS), der nur mit der neuen GT-Ausstattung erhältlich ist, sowie einen 2,0-l-Saugmotor mit 148 kW (201 PS), der den etwas schwächeren Vorgänger-Motor im RS ersetzt.
Anfang 2013 lief die Produktion des Clio III aus. Auf einigen europäischen Märkten wurde er bis Herbst 2014 als Clio Collection weiterhin angeboten.

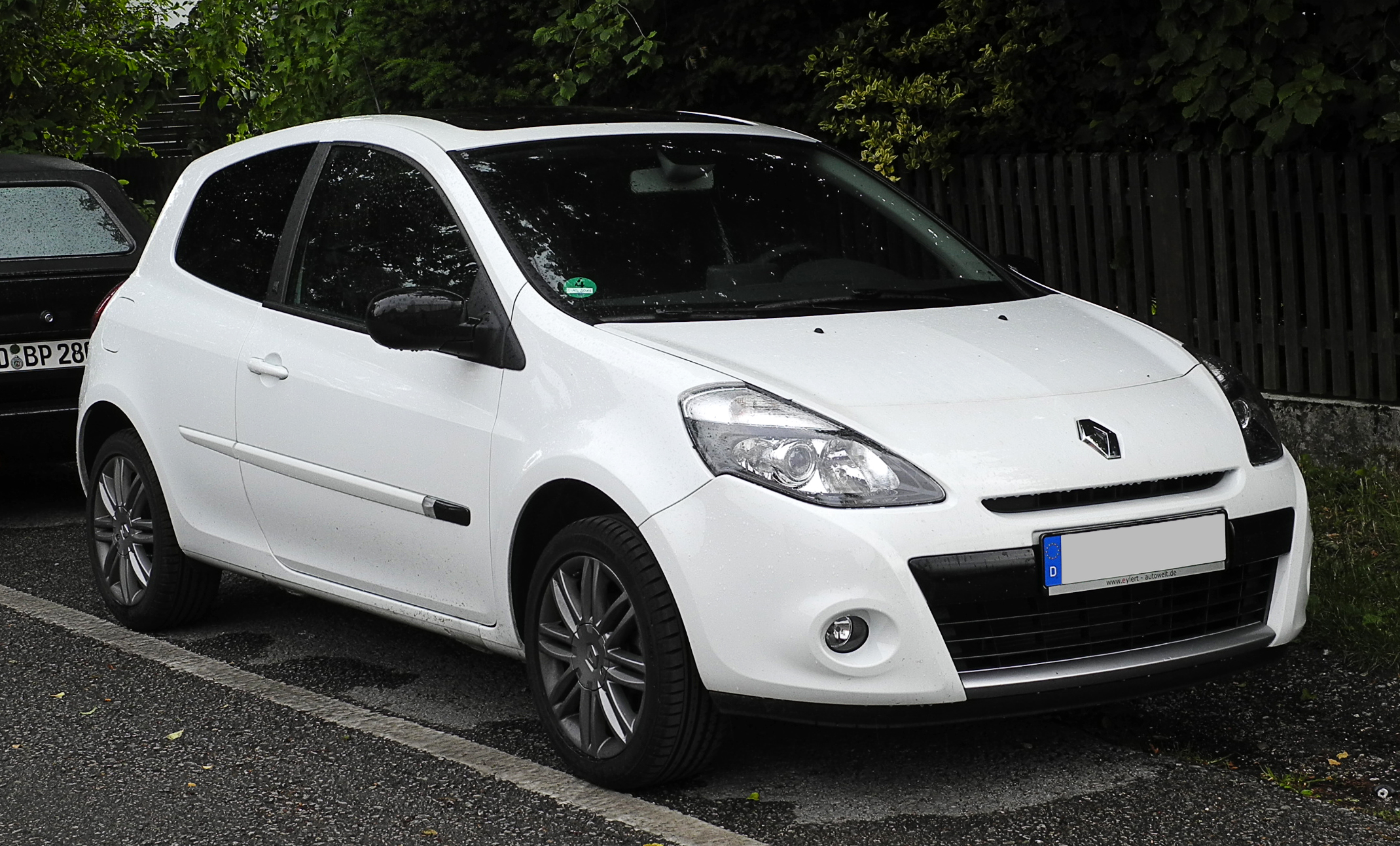
Renault Clio Dreitürer (2009–2012)
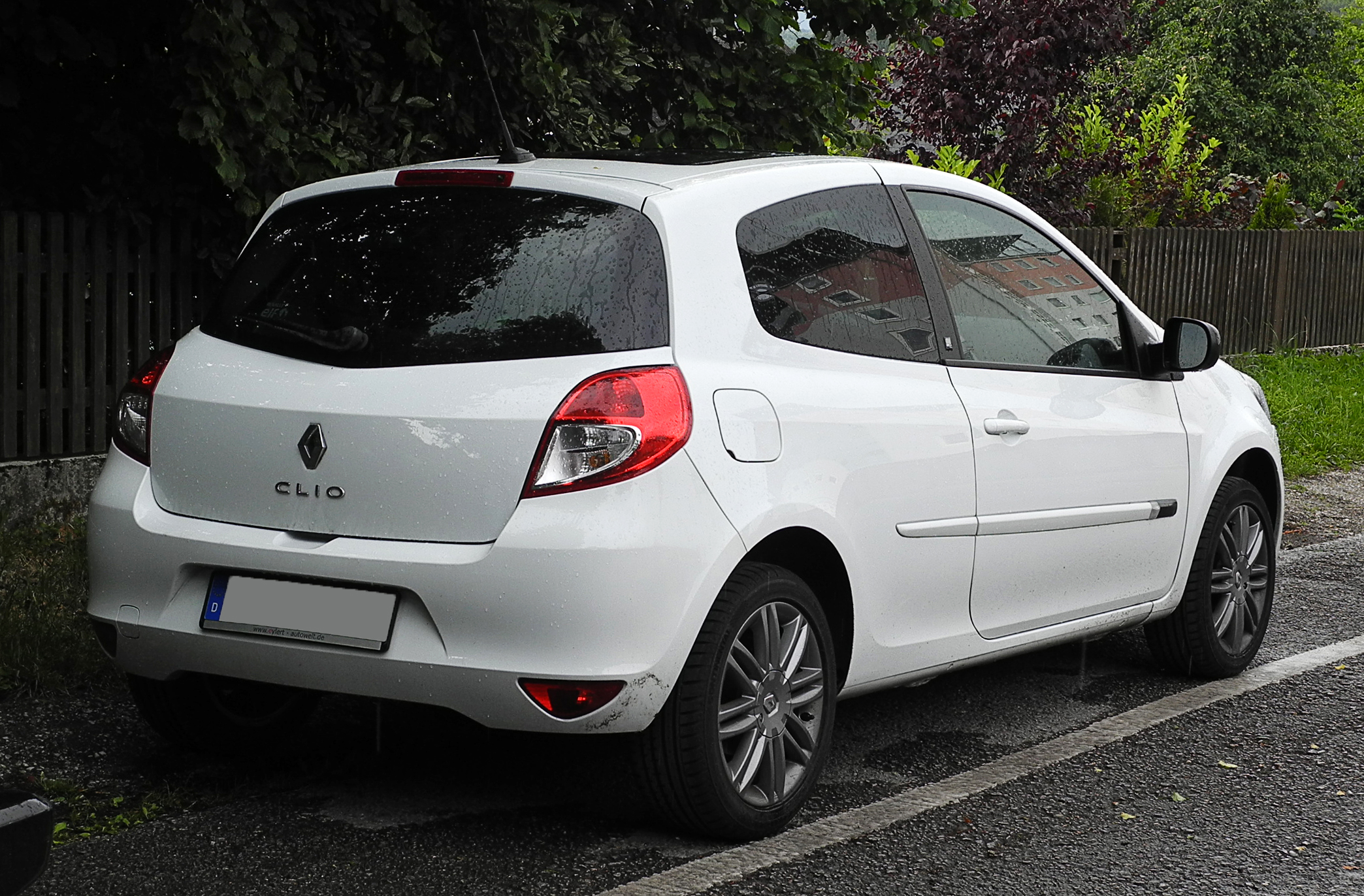
Heckansicht
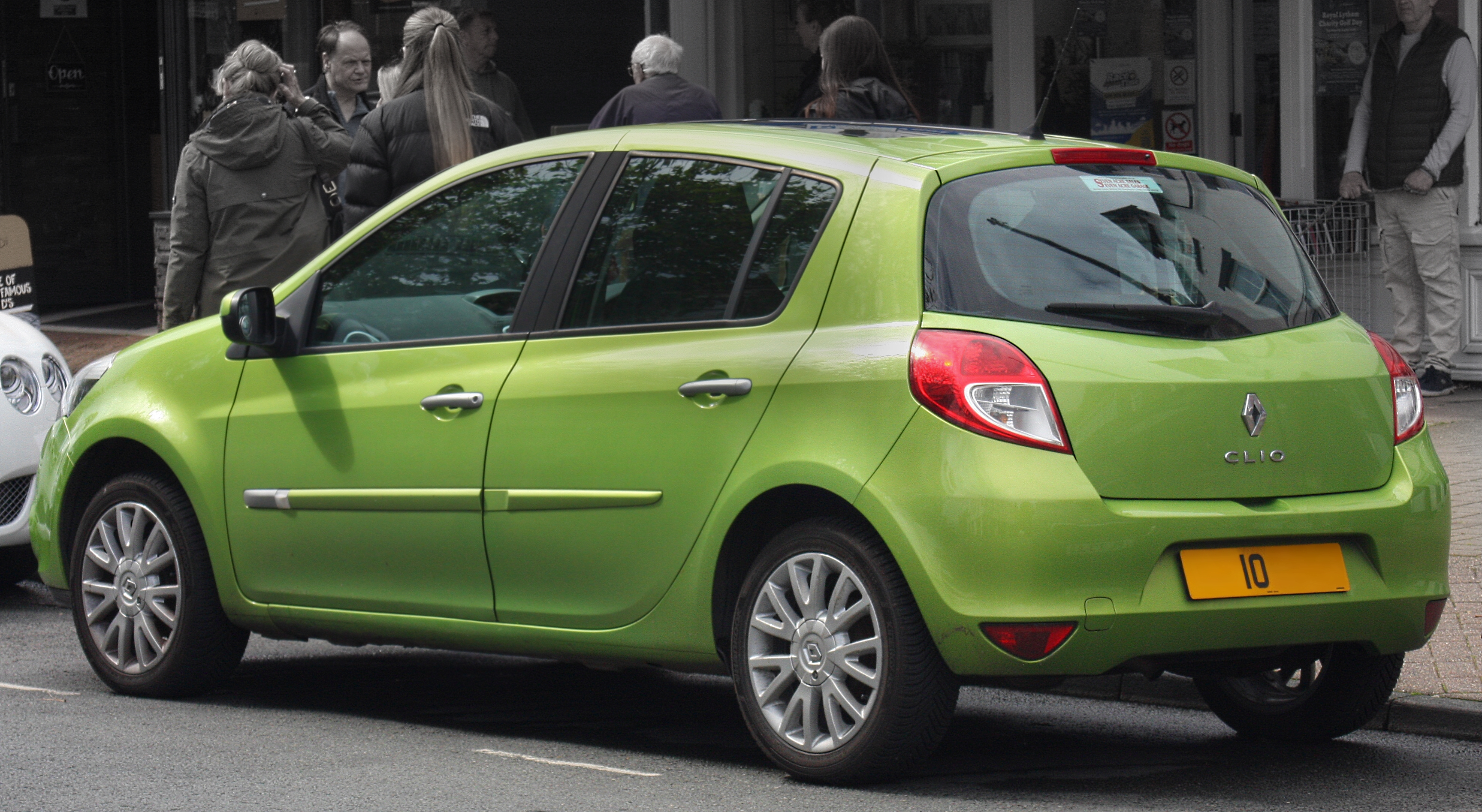
Renault Clio Fünftürer (2009–2012)
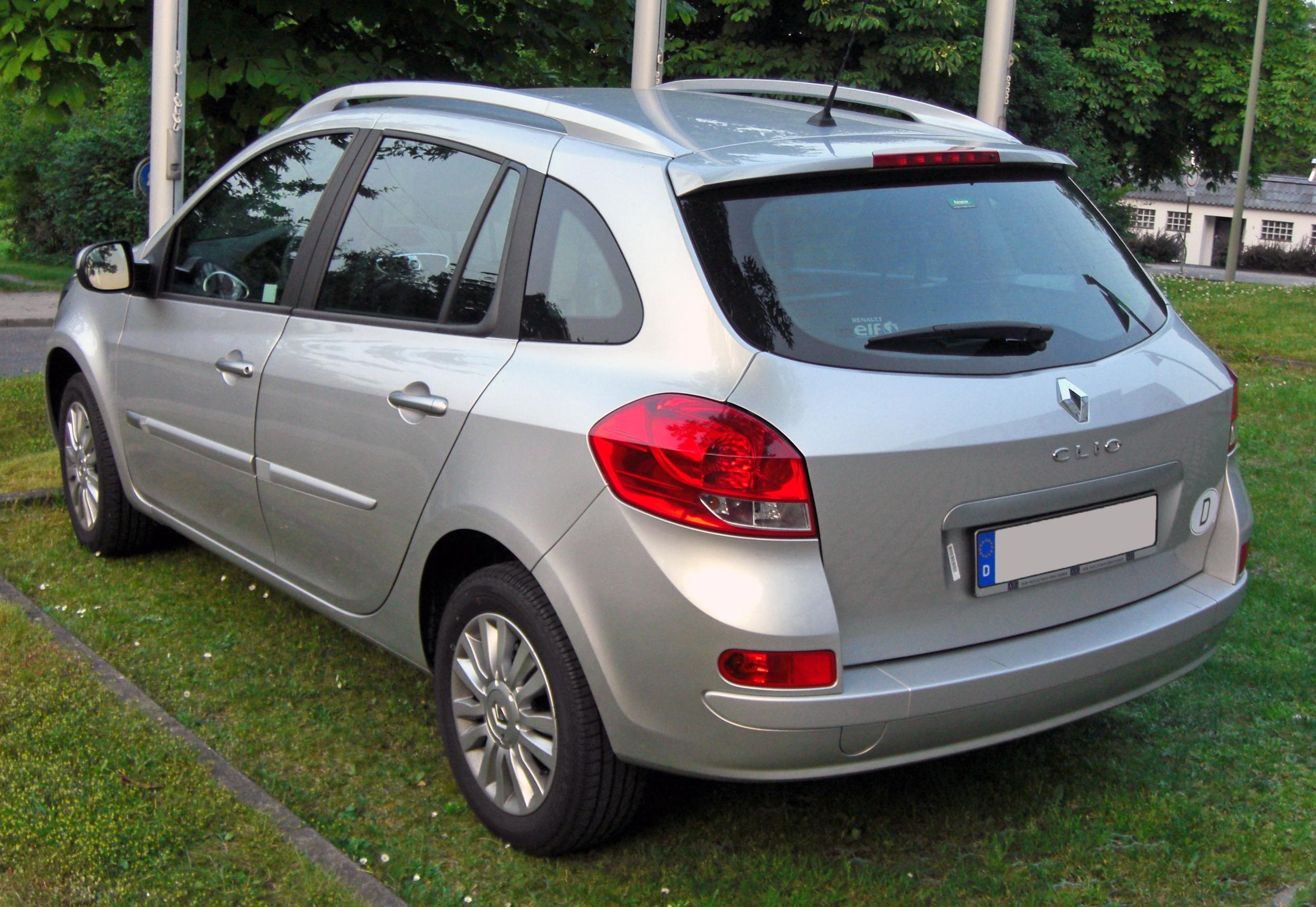
Renault Clio Grandtour (2009–2013)

## Ausstattung
Der Renault Clio wurde in den folgenden Ausstattungsvarianten angeboten:
- Yahoo Edition
- Authentique (bis 2010) / Tonic (seit 2009; nur Österreich)[3] (Grundausstattung)
- Expression (2009)
- Emotion (2010; nur Österreich)[3]
- Dynamique (2009)
- TomTom Edition
- Luxe (2009)
- Gordini (2010)[4]
- GT (Sportausstattung, seit 2009)
- RS Cup (2009)
- F1-Team R27 (bis 2009) (3367 Stück)
- Privilège (bis 2007)
- Initiale (höchste Ausstattung bis 2008)
- Exception (höchste Ausstattung seit 2008)
- Rip Curl (Sonderausstattung)
- 20th (Sonderausstattung, Österreich, 2010)[3]
- Sport Auto-Edition (auf 99 Exemplare limitiert) (2012)[5]
- Ange & Démon (limitiert auf 666 davon sind 99 Stück auch als Sport Auto-Edition bekannt) (je 222 Matt-Weiß, Matt-Grau, Matt-Rot) (2012)
- Red Bull Racing RB7 (2012) (weniger als 1000)
- Akrapovic Edition (50 Exemplare)

## Technik
Der Clio III basiert wie der Renault Modus und der Nissan Micra (K12) auf der von Renault und Nissan entwickelten B-Plattform.

### Motoren
| Modell               | Hubraum  | Leistung             | Drehmoment                                | Vmax     | Bauzeit                         | Bemerkung                                                         |
| Benziner             | Benziner | Benziner             | Benziner                                  | Benziner | Benziner                        | Benziner                                                          |
| -------------------- | -------- | -------------------- | ----------------------------------------- | -------- | ------------------------------- | ----------------------------------------------------------------- |
| 1.2 16V              | 1149 cm³ | 48 kW (65 PS)/6100   | 105 Nm bei 4250/min                       | 159 km/h | 05/2005–07/2008                 | in Österreich nicht erhältlich                                    |
| 1.2 16V              | 1149 cm³ | 55 kW (75 PS)/5500   | 107 Nm bei 4250/min                       | 167 km/h | 05/2005–11/2014                 | wurde als letzte Variante mit dem Namen „Collection“ weitergebaut |
| 1.2 16V              | 1149 cm³ | 58 kW (79 PS)/5500   | 108 Nm bei 4250/min                       | 163 km/h | 09/2006–03/2013                 | nur mit Quickshiftgetriebe                                        |
| 1.2 16V TCe          | 1149 cm³ | 74 kW (101 PS)/5500  | 145 Nm bei 3000/min                       | 184 km/h | 05/2007–04/2011                 |                                                                   |
| 1.2 16V TCe 100      | 1149 cm³ | 76 kW (103 PS)/5500  | 155 Nm bei 3500/min                       | 188 km/h | 05/2011–10/2012                 |                                                                   |
| 1.4 16V              | 1390 cm³ | 72 kW (98 PS)/6000   | 127 Nm bei 3750/min                       | 183 km/h | 05/2005–10/2012                 | in Deutschland nicht erhältlich                                   |
| 1.6 16V              | 1598 cm³ | 65 kW (88 PS)/5000   | 140 Nm bei 3000/min                       | 177 km/h | 05/2005–05/2007                 | in Österreich nicht erhältlich                                    |
| 1.6 16V (Automatik)* | 1598 cm³ | 82 kW (112 PS)/6000  | 151 Nm bei 4250/min                       | 190 km/h | 05/2005–03/2013                 | * ab 05/2007 nur noch mit Automatik                               |
| 1.6 16V              | 1598 cm³ | 94 kW (128 PS)/6750  | 155 Nm bei 4250/min                       | 190 km/h | 06/2009–10/2012                 | Clio GT                                                           |
| 2.0 16V              | 1997 cm³ | 102 kW (139 PS)/6000 | 195 Nm bei 3750/min                       | 205 km/h | 09/2006–07/2008                 | auch mit Automatik                                                |
| 2.0 16V              | 1998 cm³ | 145 kW (197 PS)/7250 | 215 Nm bei 5500/min                       | 223 km/h | 02/2006–04/2009                 | Renault Sport                                                     |
| 2.0 16V              | 1998 cm³ | 148 kW (201 PS)/7100 | 215 Nm bei 5400/min                       | 224 km/h | 09/2008–10/2012                 | Renault Sport                                                     |
| Diesel               |          |                      |                                           |          |                                 |                                                                   |
| 1.5 dCi              | 1461 cm³ | 50 kW (68 PS)/4000   | 160 Nm bei 1700/min                       | 162 km/h | 05/2005–10/2012                 | ohne FAP                                                          |
| 1.5 dCi              | 1461 cm³ | 55 kW (75 PS)/4000   | 180 Nm bei 1750/min                       | 165 km/h | 08/2010–10/2012                 | mit FAP                                                           |
| 1.5 dCi              | 1461 cm³ | 63 kW (86 PS)/4000   | 220 Nm bei 2250/min                       | 174 km/h | 05/2005–08/2010                 | 5-Gang ohne FAP / ab 2006, 6-Gang mit FAP                         |
| 1.5 dCi              | 1461 cm³ | 65 kW (88 PS)/4000   | 220 Nm bei 2250/min                       | 176 km/h | 08/2010–03/2013                 | mit FAP                                                           |
| 1.5 dCi              | 1461 cm³ | 76 kW (103 PS)/4000  | 240 Nm bei 2000/min                       | 186 km/h | 09/2006–08/2010                 | mit FAP                                                           |
| 1.5 dCi              | 1461 cm³ | 78 kW (106 PS)/4000  | 240 Nm bei 2000/min (240 Nm bei 1750/min) | 190 km/h | 05/2005–09/2006 08/2010–03/2013 | ab 2010 mit FAP                                                   |

1. ↑  TCE = Turbo Control Efficiency
2. ↑  bis Ende 2007: 215 km/h
3. ↑  FAP = Filtre à Particules (Rußpartikelfilter)

- Die Verfügbarkeit der Motoren war von Modell, Ausstattung und Markt abhängig.

## ClioRenault Sport
Im Sommer 2006 kam die dritte Clio-Generation auch als Sportversion R.S. zu den Händlern.
Der 2.0-l-16V-Motor leistet 145 kW (197 PS) und überträgt die Kraft mittels eines 6-Gang-Schaltgetriebes auf die Vorderräder. Das maximale Drehmoment liegt bei 215 Newtonmetern bei 5.550/min. Der Sprint von 0 auf 100 km/h soll in 6,9 Sekunden erfolgen, die Höchstgeschwindigkeit liegt bei 215 km/h (inzwischen mit geänderter Getriebeübersetzung 223 km/h).
Es wurden viele technische Verbesserungen wie beispielsweise der Aerodynamik, der Lenkung und des Fahrverhaltens vorgenommen. Der Radstand wurde um 10 mm auf 2.590 mm vergrößert, wodurch die Straßenlage verbessert wurde. Die Bremsen wurden modifiziert, der RS besitzt eine Vierkolben-Bremsanlage von Brembo; somit soll der Clio von 100 km/h auf 0 km/h in weniger als 35 Metern abgebremst werden können.
An Bord befinden sich sechs Airbags, viele Ablagefächer und ein maximales Stauvolumen von insgesamt 1.050 Litern. Der Clio verbraucht knapp 10 Liter Super.
Vom Clio R.S. gab es ab 2007 eine weitere Ausführung, den Clio Renault Sport F1-Team R27, welcher in limitierter Stückzahl produziert wurde. Dieses Modell besitzt den gleichen Motor wie der normale Clio RS, verfügt aber zusätzlich noch unter anderem über Recaro-Schalensitze und anthrazitfarbene Felgen. Bis zum Produktionsende im Jahr 2009 verließen 3367 Fahrzeuge das Werk im französischen Dieppe. In Deutschland lag der Grundpreis dieser F1-Edition bei 24.900 Euro.
Mitte 2009 wurde auch dem Clio R.S. ein Facelift zuteil. Des Weiteren hob man die Leistung auf 148 kW (201 PS) an.
Außerdem gab es eine Cup-Version die durch eine abgespeckte Ausstattung und Sportfahrwerk mit geänderten Federn/Dämpfern straffer abgestimmt ist.

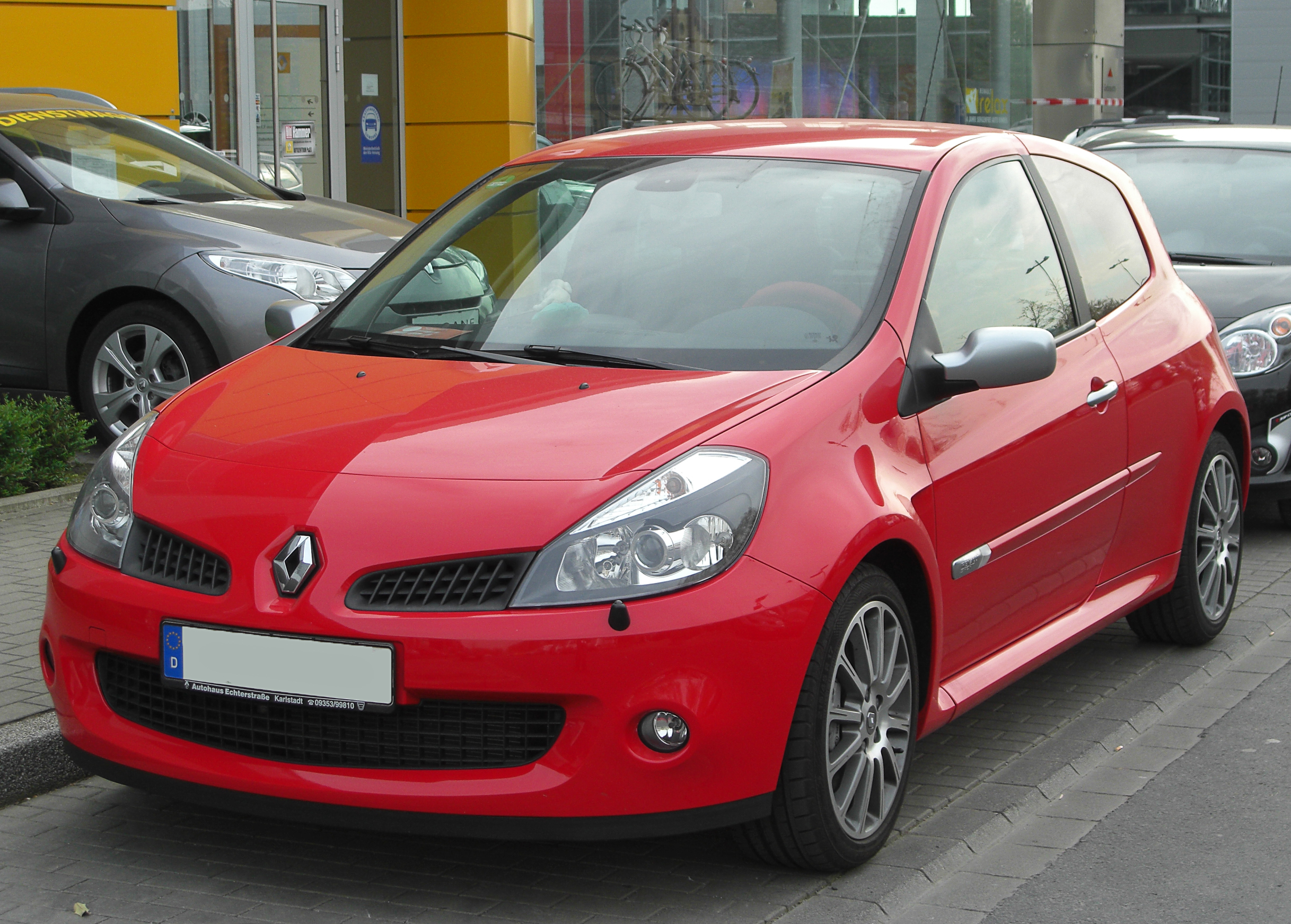
Renault Clio R.S. (2006–2009)
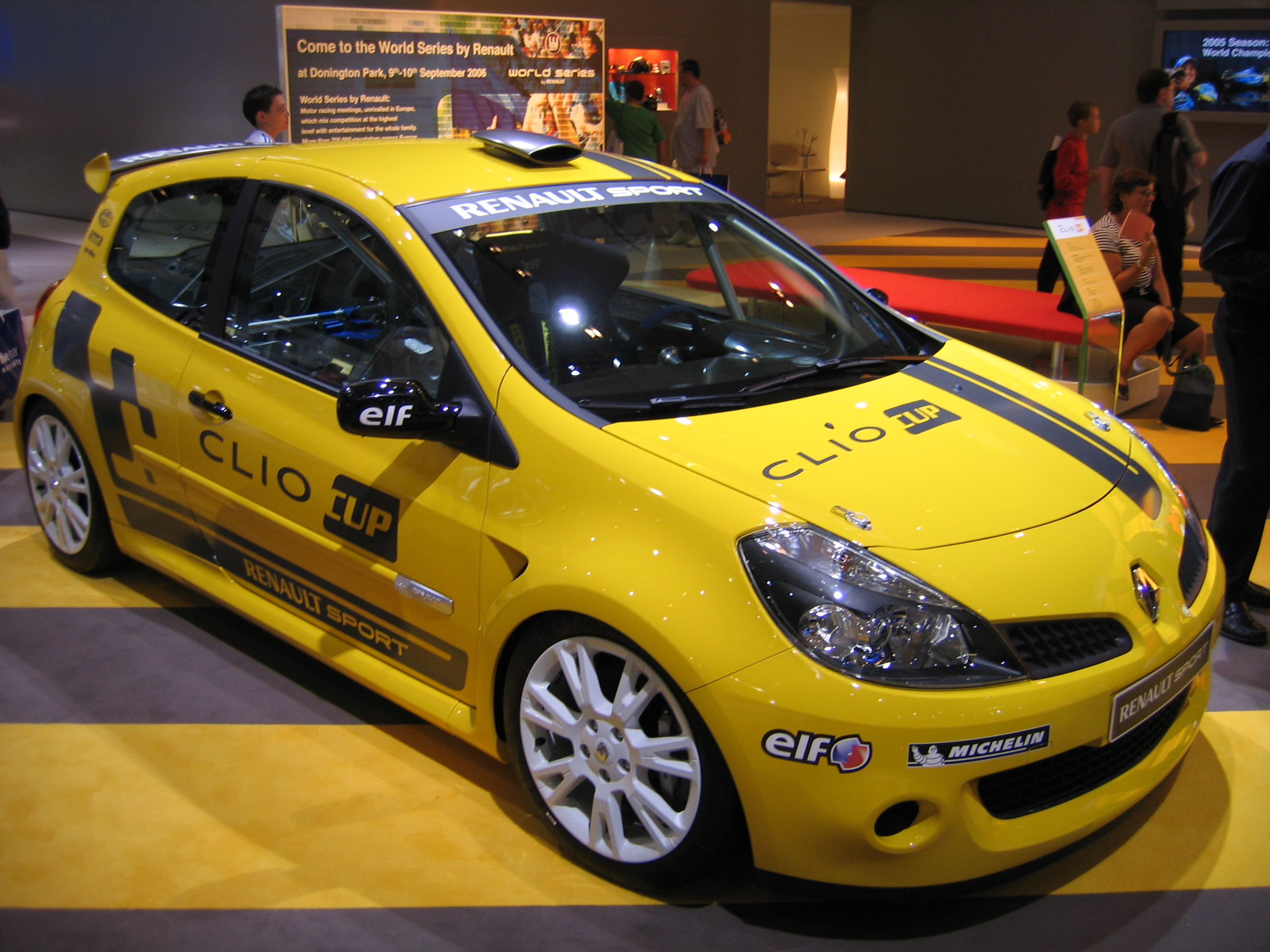
Renault Clio R.S. Cup
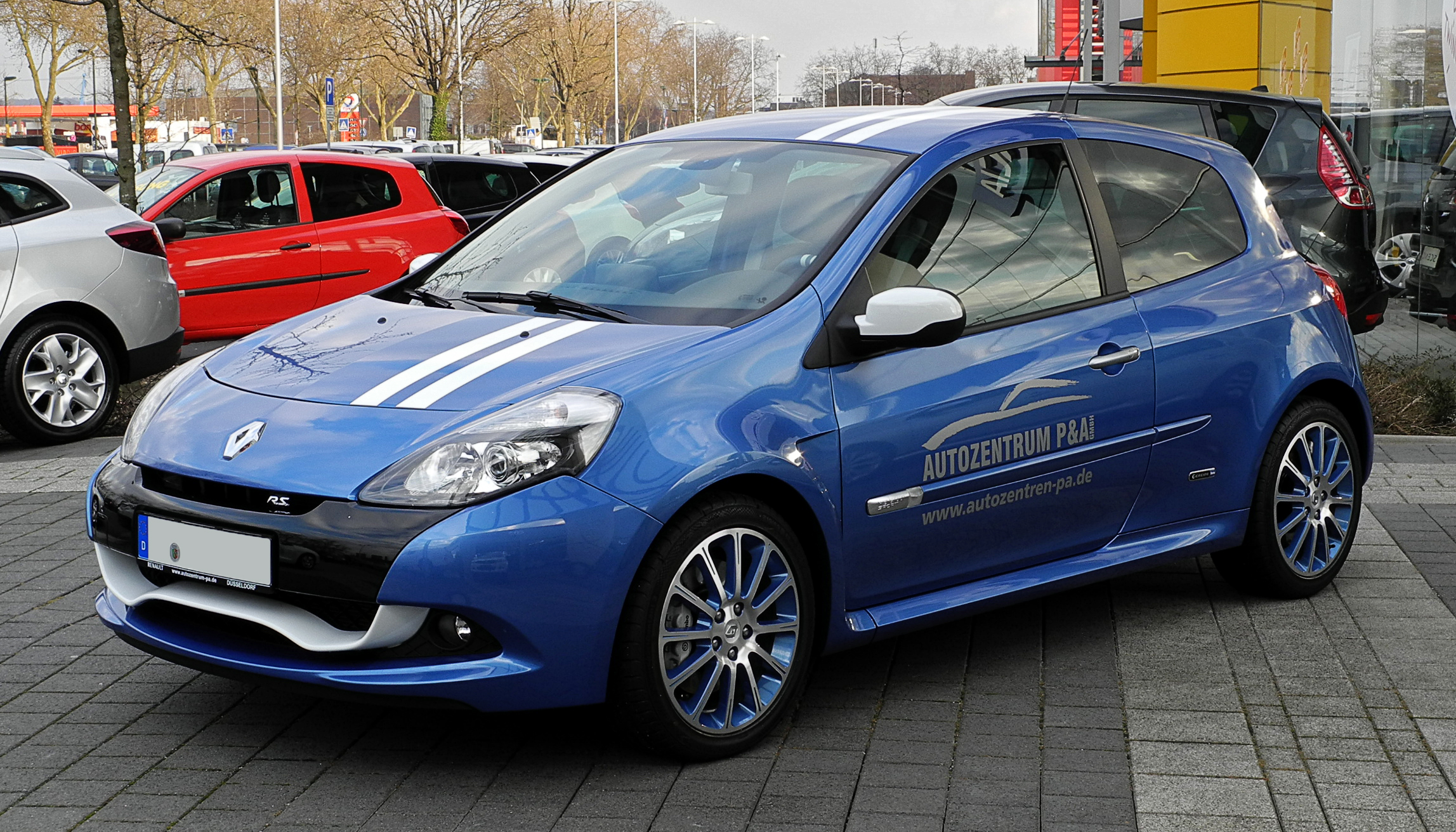
Renault Clio R.S. Gordini (2009–2012)
Geschwindigkeit-Weg-Diagramm einer Bremsung aus 100 km/h bis zum Stillstand des Clio R.S.

## Rallye
Im Rallyesport wird der Clio III erfolgreich in der Gruppe R3 eingesetzt.

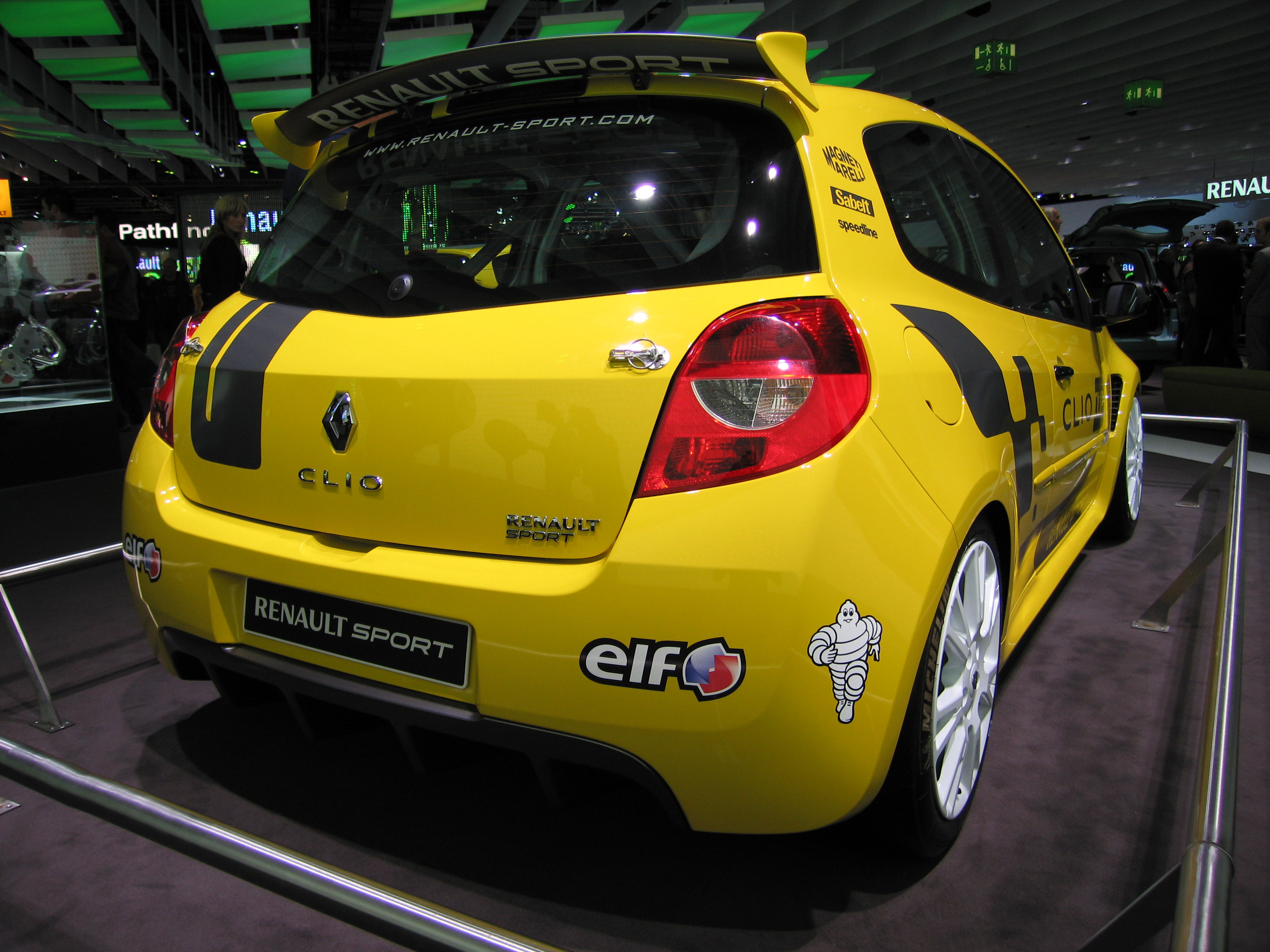
Heckansicht des Clio Sport